# Martes zibellina sajanensis
Martes zibellina sajanensis es una subespecie de mamíferos carnívoros de la familia Mustelidae, subfamilia Mustelinae.

## Distribución geográfica
Se encuentra en Eurasia.